# Campionati europei di atletica leggera 2024 - Salto triplo femminile
La specialità del salto triplo femminile dei campionati europei di atletica leggera 2024 si svolge tra il 7 e il 9 giugno all'Stadio olimpico di Roma, in Italia.

## Podio
| Pos.    | Atleta                 | Nazionalità | Tempo   | Note                          |
| ------- | ---------------------- | ----------- | ------- | ----------------------------- |
| Oro     | Ana Peleteiro-Compaoré | Spagna      | 14,85 m | =                             |
| Argento | Tuğba Danışmaz         | Turchia     | 14,57 m | Record nazionale              |
| Bronzo  | Ilionis Guillaume      | Francia     | 14"43   | Miglior prestazione personale |

## Situazione pre-gara

### Record
Prima di questa competizione, il record del mondo (RM), il record europeo (EU) e il record dei campionati (RC) erano i seguenti.
| Record                | Prestazione | Atleta                  | Data                            | Competizione  |
| --------------------- | ----------- | ----------------------- | ------------------------------- | ------------- |
| Record mondiale       | 15,74 m     | Yulimar Rojas Venezuela | 20 marzo 2022 Belgrado, Serbia  |               |
| Record europeo        | 15,50 m     | Inessa Kravets Ucraina  | 10 agosto 1995 Göteborg, Svezia | Mondiali 1995 |
| Record dei campionati | 15,15 m     | Tatyana Lebedeva Russia | 9 agosto 2006 Göteborg, Svezia  | Europei 2006  |

### Campione in carica
La campionessa europea in carica era:
| Campione       | Atleta  | Prestazione                   | Data                             | Competizione        |
| -------------- | ------- | ----------------------------- | -------------------------------- | ------------------- |
| Europeo        | 15,02 m | Maryna Bekh-Romanchuk Ucraina | 19 agosto 2022 Berlino, Germania | Europei 2022        |
| Europeo indoor | 14,31 m | Tuğba Danışmaz Turchia        | 4 marzo 2023 Istanbul, Turchia   | Europei indoor 2023 |

### La stagione
Prima di questa gara, le atlete europee con le migliori tre prestazioni dell'anno erano:
| Pos. | Atleta                          | Prestazione      | Data                                |
| ---- | ------------------------------- | ---------------- | ----------------------------------- |
| 1    | Viyaleta Skvartsova Bielorussia | 14,85 m +0,3 m/s | 22 maggio 2024 Sochi, Russia        |
| 2    | Ana Peleteiro-Compaoré Spagna   | 14,75 m 0,0 m/s  | 3 marzo 2024 Glasgow, Gran Bretagna |
| 3    | Rūta Kate Lasmane Lettonia      | 14,47 m 0,0 m/s  | 9 marzo 2024 Boston, Stati Uniti    |

## Risultati

### Qualificazioni
La gara si è svolta il 7 giugno alle ore 11:10. Si qualificano alla finale le atlete che raggiungono i 14,10 m (Q) o le migliori dodici misure (q).

#### Gruppo A
| Pos | Atleta                 | Nazionalità | 1ª prova         | 2ª prova         | 3ª prova         | Risultato        | Note |
| --- | ---------------------- | ----------- | ---------------- | ---------------- | ---------------- | ---------------- | ---- |
| 1   | Aleksandra Nacheva     | Bulgaria    | 13,86 m +0,7 m/s | 14,29 m +0,9 m/s |                  | 14,29 m +0,9 m/s | Q,   |
| 2   | Tuğba Danışmaz         | Turchia     | 14,27 m -0,3 m/s |                  |                  | 14,27 m -0,3 m/s | Q    |
| 3   | Ana Peleteiro-Compaoré | Spagna      | 14,21 m -0,3 m/s |                  |                  | 14,21 m -0,3 m/s | Q    |
| 4   | Diana Ana Maria Ion    | Romania     | 14,09 m +0,9 m/s | 11,83 m -2,0 m/s | 13,99 m +0,8 m/s | 14,09 m +0,9 m/s | q,   |
| 5   | Ilionis Guillaume      | Francia     | 14,00 m +0,5 m/s | 13,08 m -0,5 m/s | 13,64 m +2,2 m/s | 14,00 m +0,5 m/s | q    |
| 6   | Oxana Koreneva         | Grecia      | x +0,5 m/s       | 13,86 m -0,4 m/s | 13,73 m -1,4 m/s | 13,86 m -0,4 m/s | =    |
| 7   | Kristiina Mäkelä       | Finlandia   | 13,67 m +0,1 m/s | 13,76 m +0,3 m/s | 13,74 m +2,2 m/s | 13,76 m +0,3 m/s |      |
| 8   | Aina Grikšaitė         | Lituania    | 13,71 m -0,4 m/s | x +0,9 m/s       | 13,11 m -0,6 m/s | 13,71 m -0,4 m/s |      |
| 9   | Dovilė Kilty           | Lituania    | 13,54 m +0,5 m/s | 13,69 m -1,3 m/s | 13,32 m -1,3 m/s | 13,69 m -1,3 m/s |      |
| 10  | Senni Salminen         | Finlandia   | 13,54 m +0,2 m/s | x +0,8 m/s       | 13,10 m -0,8 m/s | 13,54 m +0,2 m/s |      |
| 11  | Yekaterina Sariyeva    | Azerbaigian | x +0,5 m/s       | 12,93 m -0,2 m/s | x -2,1 m/s       | 12,93 m -0,2 m/s |      |
| -   | Mariya Siney           | Ucraina     | x -0,1 m/s       | r                | -                | nm               |      |
| -   | Hanna Minenko          | Israele     | x +0,7 m/s       | x -0,1 m/s       | r                | nm               |      |

#### Gruppo B
| Pos | Atleta                   | Nazionalità | 1ª prova         | 2ª prova         | 3ª prova         | Risultato        | Note |
| --- | ------------------------ | ----------- | ---------------- | ---------------- | ---------------- | ---------------- | ---- |
| 1   | Florentina Costina Iusco | Romania     | x 0,0 m/s        | 14,11 m -2,9 m/s |                  | 14,11 m -2,9 m/s | Q    |
| 2   | Dariya Derkach           | Italia      | 14,10 m +0,6 m/s |                  |                  | 14,10 m +0,6 m/s | Q    |
| 3   | Anna Krasutska           | Ucraina     | 13,72 m +0,1 m/s | 14,00 m +0,1 m/s | 13,58 m -0,2 m/s | 14,00 m +0,1 m/s | q    |
| 4   | Olha Korsun              | Ucraina     | 13,83 m +0,4 m/s | 13,99 m +0,4 m/s | 13,90 m -0,3 m/s | 13,99 m +0,4 m/s | q    |
| 5   | Neja Filipič             | Slovenia    | 11,51 m +0,3 m/s | 13,35 m +0,6 m/s | 13,98 m -0,5 m/s | 13,98 m -0,5 m/s | q    |
| 6   | Kristin Gierisch         | Germania    | 13,62 m +0,1 m/s | x 0,0 m/s        | 13,91 m -0,7 m/s | 13,91 m -0,7 m/s | q,   |
| 7   | Gabriela Petrova         | Bulgaria    | 13,86 m -0,2 m/s | 13,39 m +0,6 m/s | 13,77 m -1,1 m/s | 13,77 m -1,1 m/s | q    |
| 8   | Maja Åskag               | Svezia      | 13,69 m +0,3 m/s | 13,74 m +0,3 m/s | x 0,0 m/s        | 13,74 m +0,3 m/s |      |
| 9   | Maria Purtsa             | Grecia      | 13,58 m +0,4 m/s | 13,51 m -0,7 m/s | 13,69 m -0,2 m/s | 13,69 m -0,2 m/s |      |
| 10  | Diana Zagainova          | Lituania    | x 0,0 m/s        | x 0,0 m/s        | 13,64 m -0,6 m/s | 13,64 m -0,6 m/s |      |
| 11  | Elena Andreea Taloș      | Romania     | 13,54 m +0,8 m/s | 13,59 m -1,8 m/s | 13,54 m -1,9 m/s | 13,59 m -1,8 m/s |      |
| 12  | Gizem Akgöz              | Turchia     | x 0,0 m/s        | x 0,0 m/s        | 13,47 m -0,3 m/s | 13,47 m -0,3 m/s |      |
| 13  | Adrianna Laskowska       | Polonia     | x -0,7 m/s       | 13,14 m -0,8 m/s | 13,26 m -0,8 m/s | 13,26 m -0,8 m/s |      |
| 14  | Jessica Kähärä           | Finlandia   | 13,09 m +0,2 m/s | 13,13 m +1,3 m/s | 13,21 m +0,1 m/s | 13,21 m +0,1 m/s |      |

### Finale
La gara si svolgerà il 9 giugno a partire dalle ore 21:04. 
| Pos     | Atleta                   | Nazionalità | 1ª prova         | 2ª prova         | 3ª prova         | 4ª prova         | 5ª prova         | 6ª prova         | Risultato        | Note                          |
| ------- | ------------------------ | ----------- | ---------------- | ---------------- | ---------------- | ---------------- | ---------------- | ---------------- | ---------------- | ----------------------------- |
| Oro     | Ana Peleteiro-Compaoré   | Spagna      | 14,37 m +0,7 m/s | 14,46 m -0,7 m/s | 14,59 m -0,9 m/s | 14,85 m -0,5 m/s | x -0,5 m/s       | 14,47 m -0,4 m/s | 14,85 m -0,5 m/s | =                             |
| Argento | Tuğba Danışmaz           | Turchia     | 14,29 m -0,3 m/s | 14,57 m -0,8 m/s | x -1,1 m/s       | x -1,1 m/s       | 14,12 m +0,1 m/s | 14,38 m -0,5 m/s | 14,57 m -0,8 m/s | Record nazionale              |
| Bronzo  | Ilionis Guillaume        | Francia     | 13,91 m -0,9 m/s | 14,23 m +0,3 m/s | 14,10 m -1,0 m/s | 13,72 m -0,3 m/s | x -0,1 m/s       | 14,43 m -0,3 m/s | 14,43 m -0,3 m/s | Miglior prestazione personale |
| 4       | Aleksandra Nacheva       | Bulgaria    | 11,96 m -0,9 m/s | 14,35 m -0,9 m/s | 12,51 m -1,1 m/s | 11,99 m +0,2 m/s | 13,89 m -1,1 m/s | 12,66 m +0,5 m/s | 14,35 m -0,9 m/s | Miglior prestazione personale |
| 5       | Diana Ana Maria Ion      | Romania     | 14,16 m -2,1 m/s | 13,87 m -0,1 m/s | 14,11 m -0,1 m/s | 14,13 m +0,5 m/s | 14,15 m -0,7 m/s | 14,23 m -0,1 m/s | 14,23 m -0,1 m/s | Miglior prestazione personale |
| 6       | Gabriela Petrova         | Bulgaria    | 14,16 m +0,1 m/s | 14,16 m -0,9 m/s | x -1,1 m/s       | 13,83 m -0,5 m/s | 14,01 m -0,1 m/s | 13,93 m +0,1 m/s | 14,16 m -0,9 m/s |                               |
| 7       | Neja Filipič             | Slovenia    | x +0,4 m/s       | x +0,4 m/s       | 13,85 m -0,2 m/s | 13,72 m -0,1 m/s | x -0,4 m/s       | 14,12 m +0,1 m/s | 14,12 m +0,1 m/s |                               |
| 8       | Dariya Derkach           | Italia      | 14,03 m -2,1 m/s | 13,83 m -0,4 m/s | 13,76 m -0,3 m/s | 13,67 m -0,1 m/s | 13,67 m +0,2 m/s | 13,73 m -0,3 m/s | 14,03 m -2,1 m/s |                               |
| 9       | Florentina Costina Iusco | Romania     | 13,68 m -1,5 m/s | x -0,4 m/s       | 13,76 m -0,4 m/s |                  |                  |                  | 13,76 m -0,4 m/s |                               |
| 10      | Kristin Gierisch         | Germania    | x -0,6 m/s       | 13,62 m -1,2 m/s | 13,74 m -0,2 m/s |                  |                  |                  | 13,74 m -0,2 m/s |                               |
| 11      | Anna Krasutska           | Ucraina     | 13,20 m -1,1 m/s | 13,47 m -0,2 m/s | 13,71 m +0,2 m/s |                  |                  |                  | 13,71 m +0,2 m/s |                               |
| 12      | Olha Korsun              | Ucraina     | x +1,3 m/s       | x +0,2 m/s       | 13,69 m -0,8 m/s |                  |                  |                  | 13,69 m -0,8 m/s |                               |